# Apagobelus
Genre
Apagobelus est un genre d'insectes de l'ordre des coléoptères (insectes possédant en général deux paires d'ailes incluant entre autres les scarabées, coccinelles, lucanes, chrysomèles, hannetons, charançons et carabes). Ces insectes se développent dans les cônes de conifère.

## Liste d'espèces
Selon ITIS:
- Apagobelus brevirostris (Lea, 1917)